# Ozzie Albies

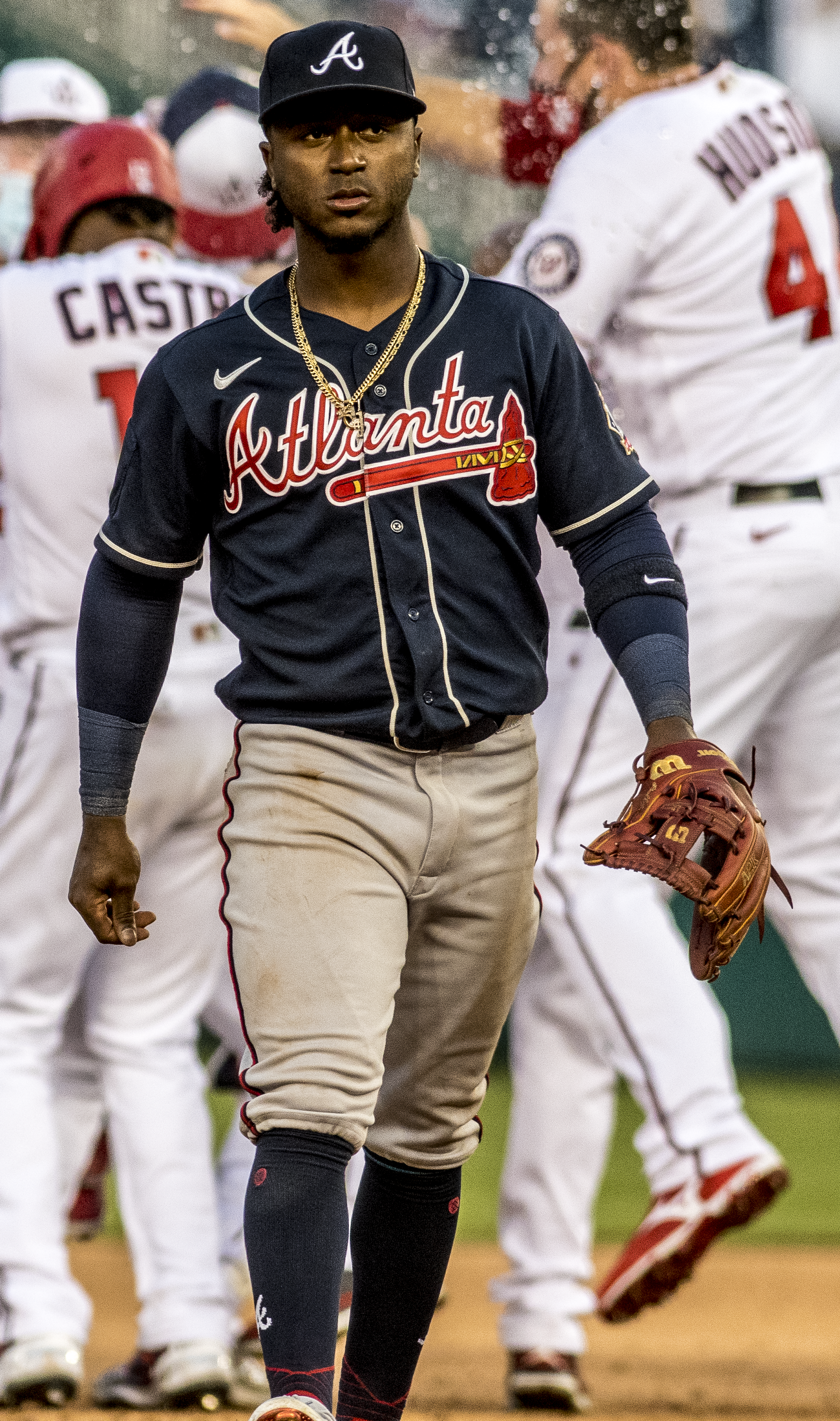
Ozzie Albies, 2021.

Ozhaino Jurdy Jiandro "Ozzie" Albies, född 7 januari 1997 i Willemstad, är en curaçaoisk-nederländsk professionell basebollspelare som spelar som andrabasman för Atlanta Braves i Major League Baseball (MLB).
Han vann 2021 års World Series med dem. Albies har också vunnit två Silver Slugger Award (2019 och 2021).